# Куново (Вологодская область)
Куново — деревня в Вологодском районе Вологодской области.
Входит в состав Кубенского сельского поселения (с 1 января 2006 года по 8 апреля 2009 года входила в Вепревское сельское поселение), с точки зрения административно-территориального деления — в Вепревский сельсовет.
Расстояние до районного центра Вологды по автодороге — 78 км, до центра муниципального образования Кубенского по прямой — 40 км. Ближайшие населённые пункты — Усово, Дектери, Большой Двор, Орешник.
По переписи 2002 года население — 8 человек.